# 松平新右衛門
松平 新右衛門（まつだいら しんえもん）は、戦国時代から安土桃山時代にかけての武士。
徳川家康の嫡男・松平信康の家臣であったが、同輩の大賀弥四郎に加担し謀反を計画。その計画が露呈した翌日に大樹寺の正門前にて切腹した。

## 出自
『岡崎市史 第参巻』では松平九郎左衛門 能見城ヨリ、新右衛門トモ云という記載がある。
出生地は不明だが、欠の郷/欠村（現在の愛知県岡崎市欠町、元欠町、根石町、栄町、朝日町4丁目、若宮町3丁目、及び西欠町）に古屋敷があったとされる。

## 人物
大賀弥四郎、江戸右衛門七とともに松平信康が岡崎城主に就いた時の岡崎町奉行を務めた。
天文8(1539)年に新右衛門を頼り、義兄の鈴木墨右衛門重辰が櫻井村（安城市桜井町付近）より欠の郷に越してきた。その際に、墨右衛門重辰は欠山（現在の八柱神社）に（熊野）権現社を建立。正保4年（1647年）には、投町裏（現・岡崎市若宮町付近）に在り、築山殿の首塚（神明宮）を祀っていた祐傳寺が下級武士の組屋敷を拡張に伴い遷座する運びとなった。その折、神明宮は権現社が座する欠山に改葬された。